# Dinky Dog
Dinky Dog è una serie televisiva d'animazione prodotta da Hanna-Barbera.

## Personaggi
- Dinky Dog
- Zio Dudley
- Monica
- Sandy

## Episodi
- To Boo or Not to Boo / Dinky, Ahoy
- Dinky at the Circus / Dinky's Nose For News
- Camp Kookiehaha / Foggy Doggy
- Dinky the Movie Star / Attic Antics
- Heap Cheap Motel / Bark in the Park
- Flabby Arms Farm / The Bow Wow Blues Band
- Easel Does It / Dinky at the Bat
- Abominable Dinky / Phi Beta Dinky
- Dinky and the Caveman / Rinky Dinky
- Bad Luck Bow-Wow / A Hair of the Dog
- Sir Dinky Dog / First Prize Pooch
- Department Store Dinky / A Hop and a Dink
- Castaway Canine / Gondola, But Not Forgotten
- Like It or Lamp It / Lochness Mess
- There's No Place Like Home / Buckingham Bow Wow
- Rockhead Hound / Tree's A Crowd